# Demoso
Demoso är en kommun i Myanmar.   Den ligger i regionen Kayahstaten, i den centrala delen av landet, 120 km öster om huvudstaden Naypyidaw. Antalet invånare är 78 704.